# Fremont Pass
Der Fremont Pass ist ein Gebirgspass in den Rocky Mountains. Er liegt im Westen des US-Bundesstaates Colorado auf der Grenze der Countys Summit County und Lake County. Benannt wurde der Pass nach seinem Entdecker John Charles Fremont, der den Pass in den 1840er-Jahren fand.
Über den Pass führt die Kontinentale Wasserscheide.
Direkt nordöstlich der Passhöhe befindet sich ein großer Molybdän-Tagebau. Das Bergwerk ist seit 1995 stillgelegt, da der Abbau des Erzes bei den aktuellen Weltmarktpreisen nicht rentabel ist.

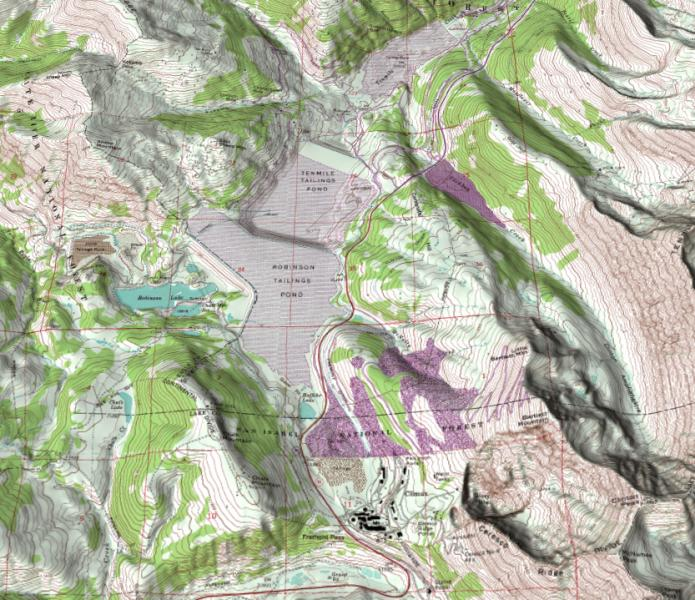
Reliefkarte des Passes und des Molybdän-Tagebaus. Der Pass liegt auf der roten Straße am unteren Rand der Karte.